# 巴尔韦德-德拉比尔亨
巴尔韦德-德拉比尔亨（西班牙語：Valverde de la Virgen）是西班牙卡斯蒂利亚-莱昂莱昂省的一个市镇。 总面积64平方公里，总人口4400人（001年），人口密度69人/平方公里。